# Indoaleyrodes
Indoaleyrodes is een geslacht van halfvleugeligen (Hemiptera) uit de familie witte vliegen (Aleyrodidae), onderfamilie Aleyrodinae.
De wetenschappelijke naam van dit geslacht is voor het eerst geldig gepubliceerd door David & Subramaniam in 1976. De typesoort is Indoaleyrodes pustulatus.

## Soorten
Indoaleyrodes omvat de volgende soorten:
- Indoaleyrodes glochidioni Martin & Carver in Martin, 1999
- Indoaleyrodes laos (Takahashi, 1942)
- Indoaleyrodes pseudoculatus Martin, 1985
- Indoaleyrodes reticulata (Dumbleton, 1961)